# Forde Abbey

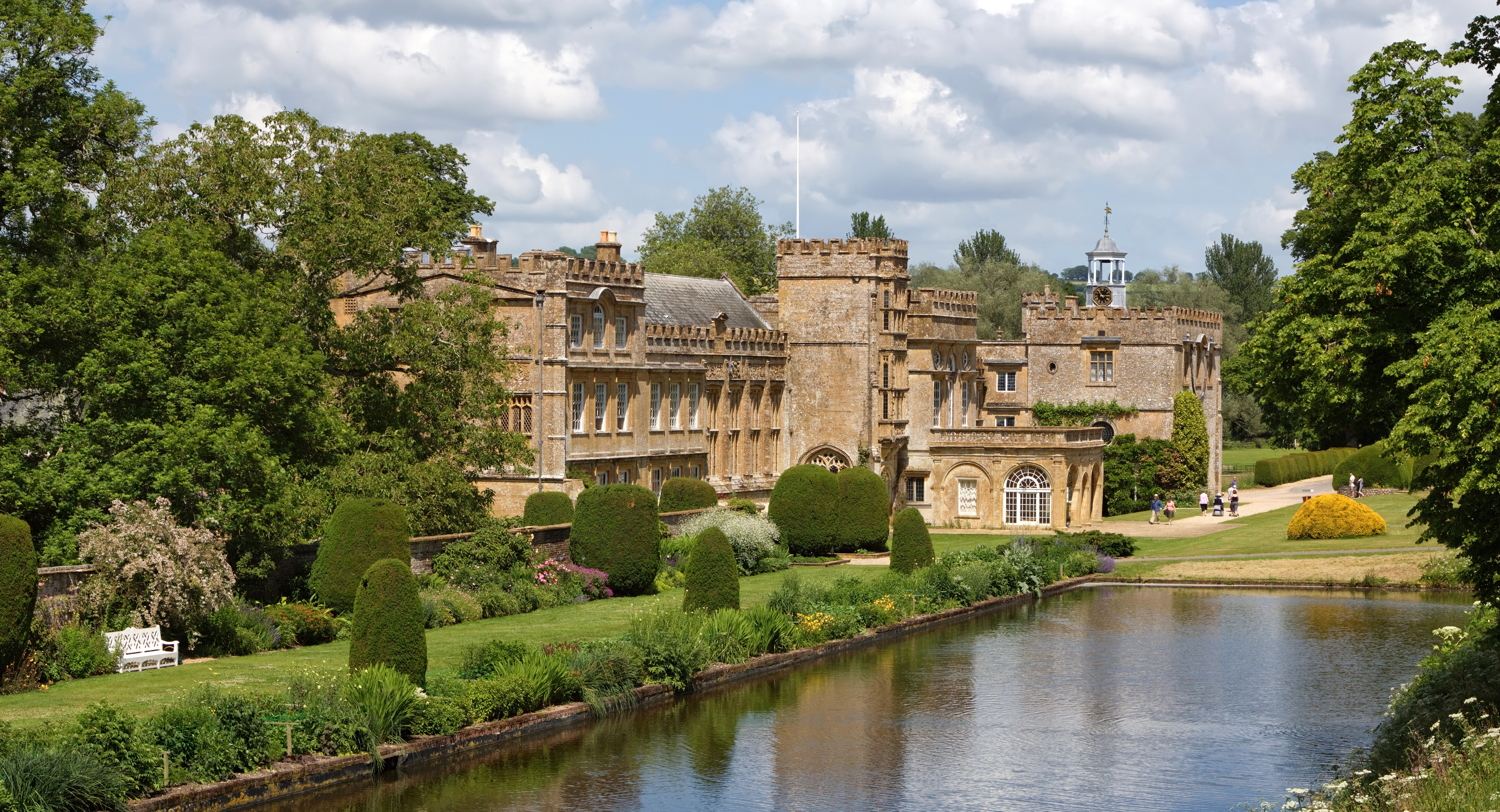
Veduta di Forde Abbey

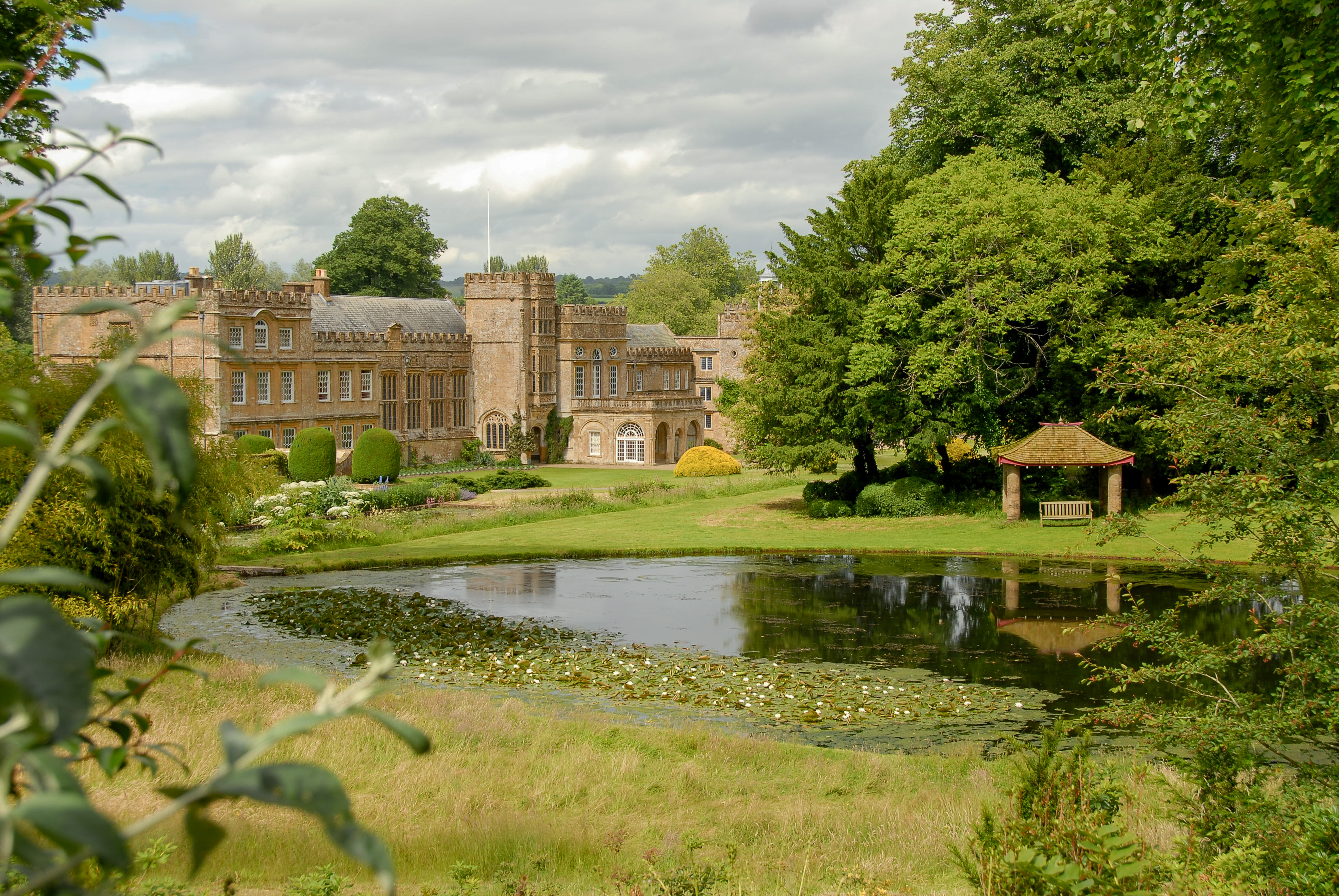
Altra veduta di Forde Abbey

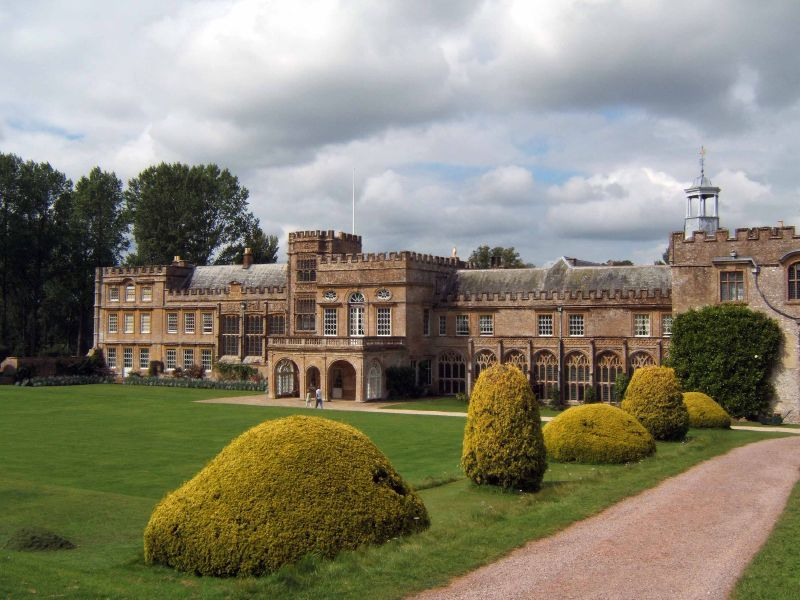
Forde Abbey e il giardino circostante

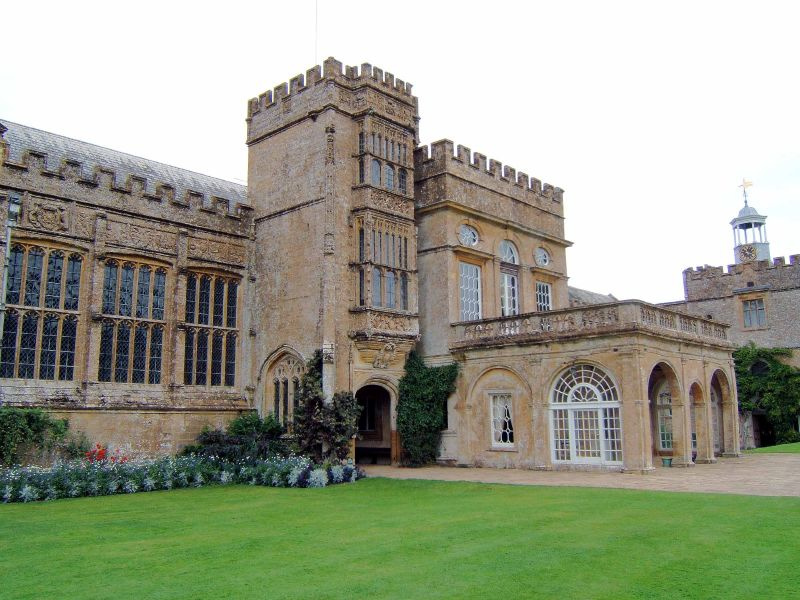
La facciata principale di Forde Abbey

Forde Abbey è una casa di campagna del villaggio inglese di Thorncombe, nel Dorset (Inghilterra sud-occidentale), realizzata tra il XVII e il XVIII secolo sulle rovine di un'abbazia cistercense del XII secolo (da cui il nome).
L'edificio è classificato come palazzo di primo grado.

## Storia
Nel 1142 venne fondato a Thorncombe da Richard de Brioniis l'edificio originario, ovvero un'abbazia cistercense. Il terreno era stato donato a De Brioniis, che in precedenza aveva fondato il monastero a Brightley, nel Devon, dalla sorella Adelicia.
Si trattava di un'abbazia maestosa, che occupava un'area di 30.000 acri.
L'edificio originario venne in seguito rimodellato nella prima metà del XVI secolo dall'ultimo monaco l'abate Chard, che, dopo la dissoluzione dei monasteri nel 1539, andò a servire come vicario a Thorncombe.
In seguito l'edificio venne dapprima affittato nel 1543 da Richard Pollard per la somma di 49 sterline e, in seguito, nel 1649, acquistato da William Prideaux, membro del parlamento di Lyme Regis, alla cui morte, avvenuta nel 1649, succedette il figlio Edmund, che visse a Forde Abbey fino al 1702, anno della sua morte.  I Prideaux fecero realizzare negli interni di Forde Abbey delle nuove stanze.
Nel 1714, venne realizzato all'interno di Forde Abbey un letto a quattro piazze per ospitare la regina Anna, che però morì senza fare in tempo a recarsi in loco.
Nel 1815, l'edificio divenne di proprietà di Francis Gwyn e, successivamente, dei suoi eredi, l'ultimo dei quali fu John Franceis Gwyn, che morì nel 1846. Franceis Gwyn, pur non apportando sensibili modifiche all'edificio, fece realizzare i giardini che circondano il palazzo.
Dopo la morte di Francesi Gwyn, Forde Abbey venne acquistata da un ricco mercante di nome Miles, che utilizzò soltanto cinque stanze dell'edificio. Nel 1864, l'edificio divenne di proprietà della famiglia Evans, che fece modificare i giardini in stile vittoriano.
In seguito, nel 1905, l'edificio divenne di proprietà della famiglia Roper. Uno dei membri della famiglia, Geoffrey Roper, fece piantare nei giardini della tenuta 350.000 alberi.
Nel 1991 venne apportata un'opera di restauro che riportò alla luce degli affreschi risalenti al 1270-1320.  In seguito, nel 2009, Forde Abbey venne ereditata dalla famiglia Kennard.

## Architettura
Negli interni di Forde Abbey si trovano sale monastiche restaurate e sale di rappresentanza. Delle prime è notevole la Great Hall, mentre tra le seconde spicca il Saloon, decorato con arazzi realizzati a Londra negli anni venti del XVII secolo.

## Nella cultura di massa
Forde Abbey è stata la location di alcuni film, quali Restoration - Il peccato e il castigo  (1995), con Robert Downey Jr. e  Via dalla pazza folla  (2015), con  Carey Mulligan, Michael Sheen e Tom Sturridge e della fiction della BBC Daniel Deronda.